# Cephalosphaera wauensis
Cephalosphaera wauensis är en tvåvingeart som beskrevs av De Meyer och Patrick Grootaert 1990. Cephalosphaera wauensis ingår i släktet Cephalosphaera och familjen ögonflugor. Inga underarter finns listade i Catalogue of Life.